# Commentry
Commentry je naselje in občina v osrednjem francoskem departmaju Allier regije Auvergne. Leta 1999 je naselje imelo 7.204 prebivalce.

## Geografija
Kraj leži v pokrajini Bourbonnais 67 km jugozahodno od središča departmaja Moulinsa.

## Administracija
Commentry je sedež istoimenskega kantona, v katerega so poleg njegove vključene še občine Colombier, Hyds in Malicorne z 8.689 prebivalci.
Kanton je sestavni del okrožja Montluçon.

## Zanimivosti
- cerkev Église Saint-Front iz 12. stoletja,
- cerkev Srca Jezusovega iz 20. stoletja,
- Mestna hiša Hôtel de Ville iz konca 19. stoletja
- Spomenik mrtvim, delo kiparja Félixa-Alexandra Desruellsa,

## Pobratena mesta
- Chojnów (Dolnješlezijsko vojvodstvo, Poljska);